# Борисовка (Мелитопольский район)
Борисовка (укр. Борисівка) — село,
Астраханский сельский совет,
Мелитопольский район,
Запорожская область,
Украина.
Код КОАТУУ — 2323080403. Население по переписи 2001 года составляло 179 человек.

## Географическое положение
Село Борисовка находится на левом берегу реки Арабка,
выше по течению примыкает село Астраханка,
ниже по течению на расстоянии в 4,5 км расположено село Тихоновка.

## История
- 1892 год — дата основания.